# Сент-Этьен-ла-Женест
Сент-Этье́н-ла-Жене́ст (фр. Saint-Étienne-la-Geneste, окс. Sent Estefe la Genesta) — коммуна во Франции, находится в регионе Лимузен. Департамент — Коррез. Входит в состав кантона Нёвик. Округ коммуны — Юссель.
Код INSEE коммуны — 19200.
Коммуна расположена приблизительно в 380 км к югу от Парижа, в 100 км юго-восточнее Лиможа, в 50 км к северо-востоку от Тюля.

## Население
Население коммуны на 2008 год составляло 80 человек.
| 1962 | 1968 | 1975 | 1982 | 1990 | 1999 | 2008 |
| ---- | ---- | ---- | ---- | ---- | ---- | ---- |
| 71   | 85   | 58   | 55   | 62   | 61   | 80   |

## Экономика
В 2007 году среди 36 человек в трудоспособном возрасте (15-64 лет) 31 были экономически активными, 5 — неактивными (показатель активности — 86,1 %, в 1999 году было 65,6 %). Из 31 активных работали 30 человек (17 мужчин и 13 женщин), безработной была 1 женщина. Среди 5 неактивных 0 человек были учениками или студентами, 2 — пенсионерами, 3 были неактивными по другим причинам.

## Достопримечательности
- Церковь Сент-Этьен (XII век). Памятник истории с 1972 года[3]
- Замок Лаве (XVII век). Памятник истории с 1979 года[4]

## Фотогалерея

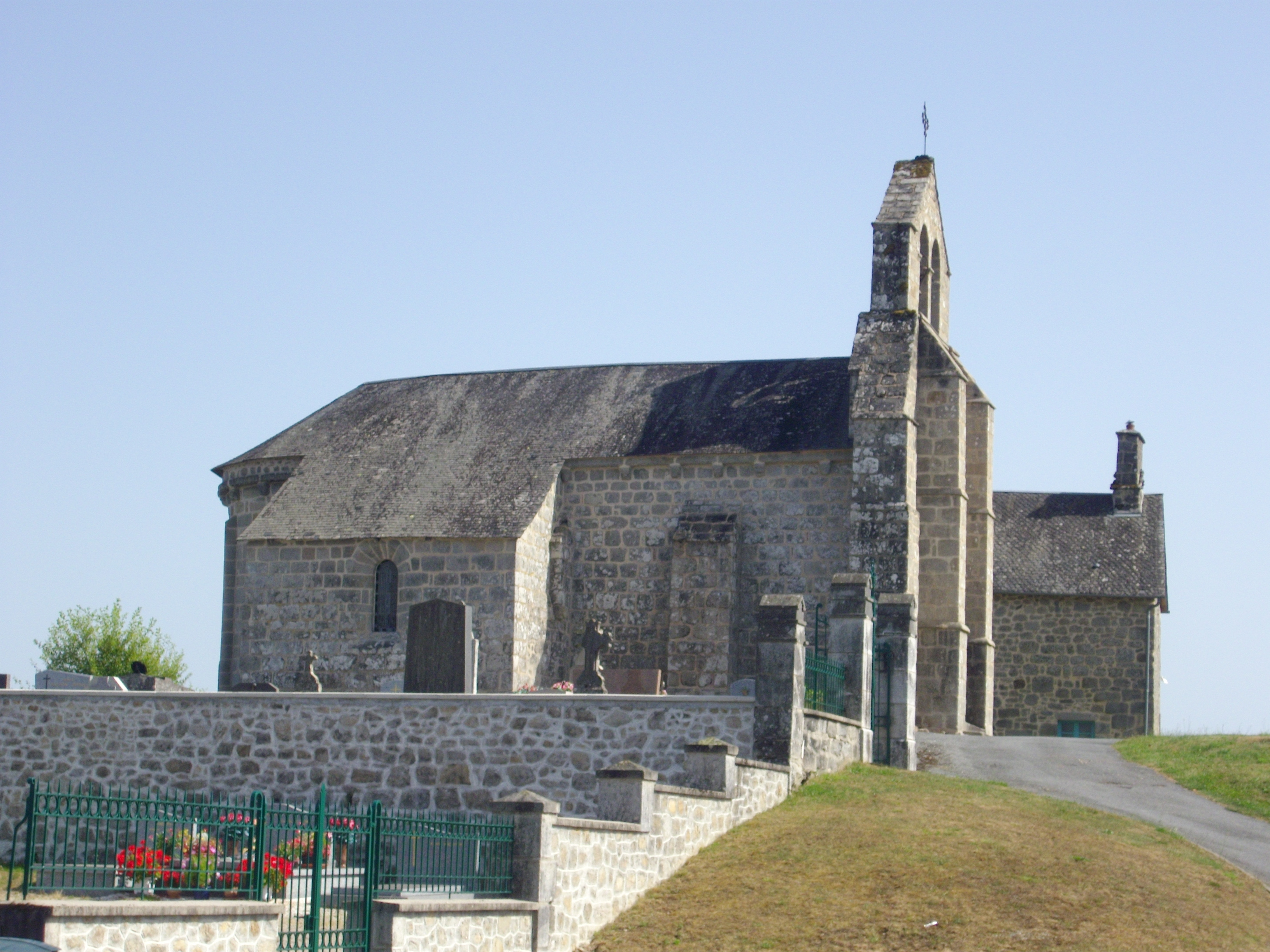
Церковь Сент-Этьен
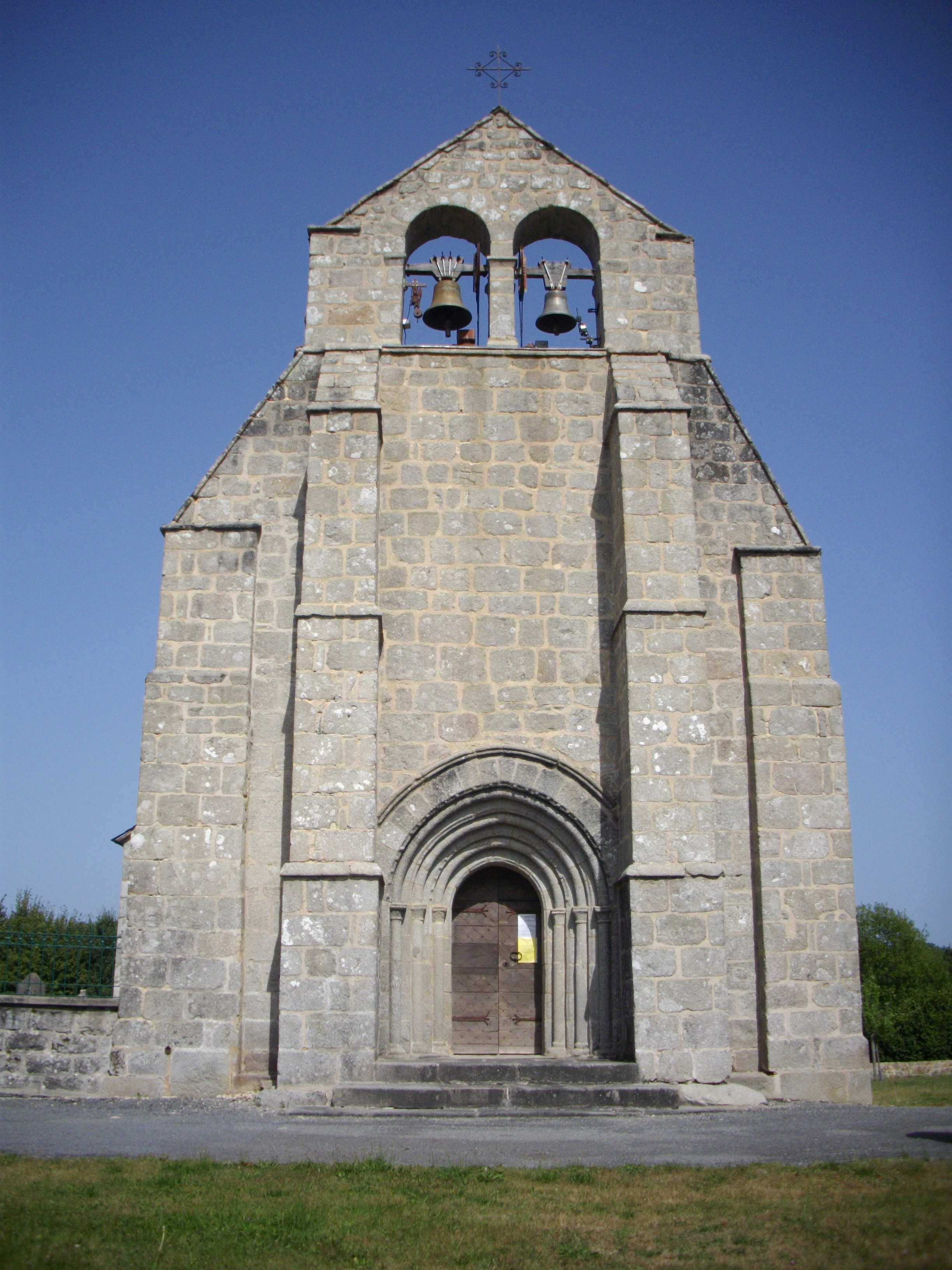
Церковь Сент-Этьен
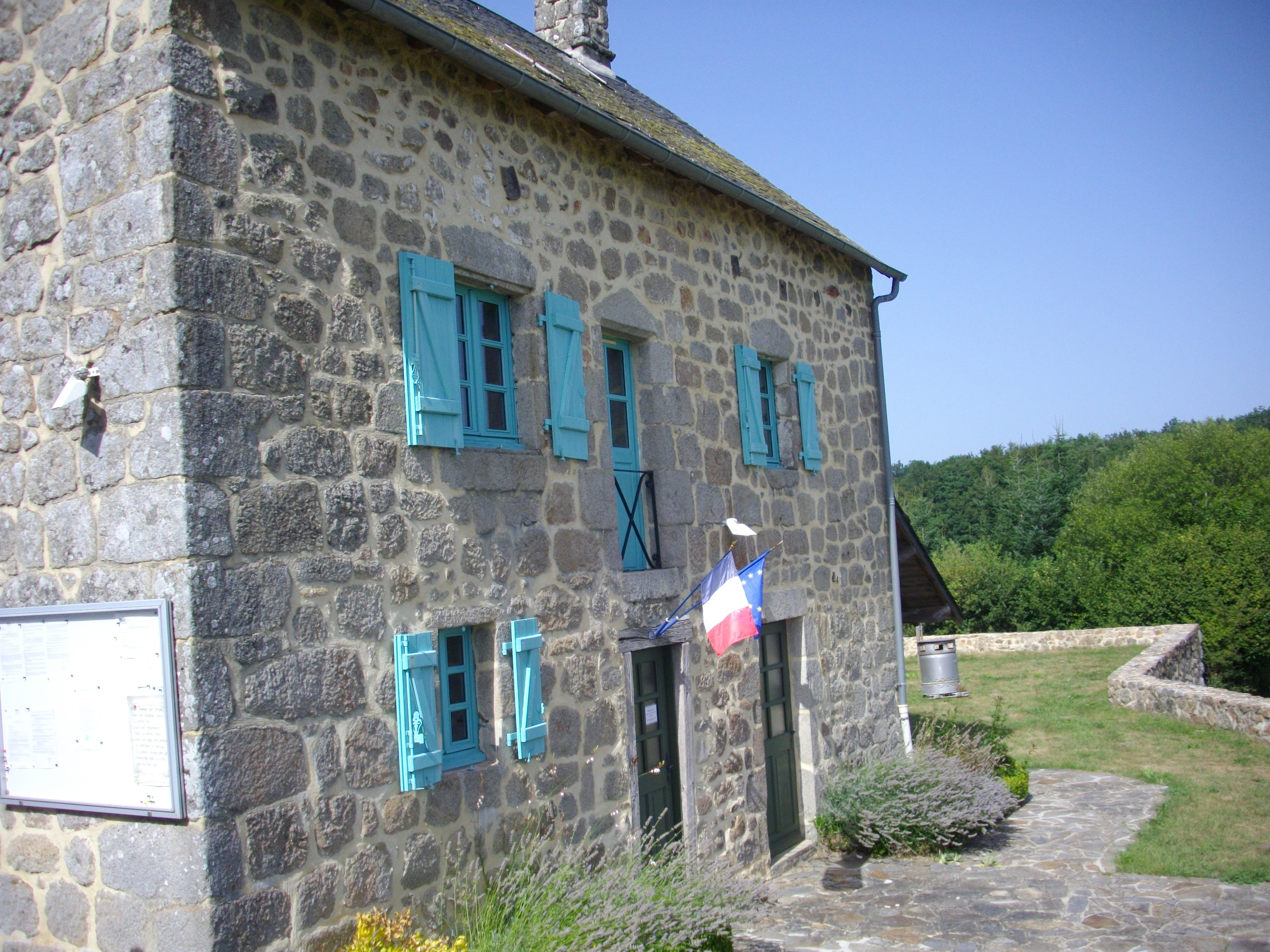
Мэрия
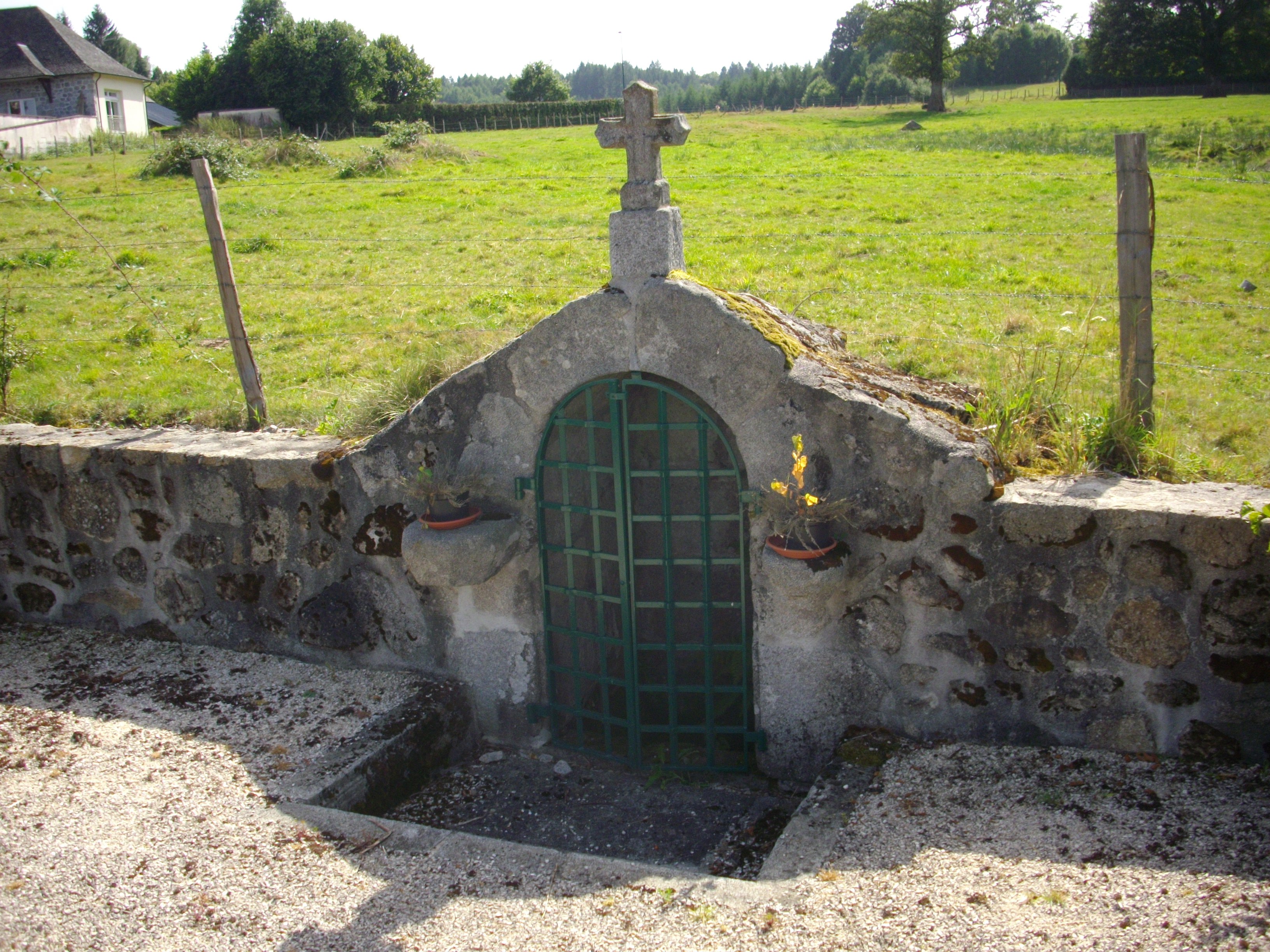
Родник